# Mai Masri
Mai Masri (àrab: مي المصري, Mayy al-Maṣrī) (Amman, 2 d'abril de 1959) és una cineasta nascuda en Jordània i nacionalitzada palestina i estatunidenca. Ha dirigit més de deu pel·lícules des de 1983, fent èmfasis principalment en la societat palestina i del mig orient en les seves produccions.

## Biografia

### Primers anys
Masri va néixer a Amman, Jordània, el 2 d'abril de 1959. És filla del polític i empresari Munib Masri de Nablus i d'una mare estatunidenca provinent de l'estat de Texas. Masri va ser criada a Beirut, on va viure la major part de la seva vida. Es va graduar en la Universitat Estatal de San Francisco en 1981. Poc temps després va retornar a Beirut i va començar a exercir la seva carrera al cinema.

### Pla personal
va conèixer al seu espòs, el cineasta libanès Jean Chamoun, en 1982. Junts han realitzat diverses pel·lícules. Es van casar en 1986 i van tenir dues filles, Nour i Hana. Mai vivia prop d'un campament de refugiats palestins en Chatila, Beirut, quan militants de les Falanges Libaneses van dur a terme la massacre de Sabra i Chatila el 1982.

## Filmografia
Les pel·lícules de Masri se centren en les regions de Palestina i el Mitjà Orient i han guanyat premis en festivals de cinema d'arreu del món.
- Under the Rubble (1983)
- Wild Flowers: Women of South Lebanon (1986)
- War Generation (1989)
- Children of Fire (1990)
- Suspended Dreams (1992)
- Hanan Ashrawi: A Woman of Her Time (1995)
- Children of Shatila (1998)
- Frontiers of Dreams and Fears (2001)
- Beirut Diaries (2006)
- 33 Days (2007)
- 3000 Nights (2015)
- Beirut: Eye of the Storm (2021)

## Articles
- Masri, Mai. (January 2008) "Transcending Boundaries", This Week in Palestine.